# Long Way Down (Goo Goo Dolls)
Long Way Down è un singolo del gruppo musicale statunitense Goo Goo Dolls, pubblicato nel 1996 ed estratto dall'album A Boy Named Goo.
Il brano, scritto da John Rzeznik, è stato anche incluso nella colonna sonora del film Twister.

## Tracce
- CD

1. Long Way Down
2. Don't Change (Live)
3. Name (Live)

## Cover
- Il gruppo Haste the Day ha inciso la cover del brano nell'album When Everything Falls (2005).